# Palmkakadua
Palmkakadua (Probosciger aterrimus) är en stor svart papegoja som tillhör familjen kakaduor. Den förekommer på Nya Guinea samt i nordligaste Australien. Beståndet anses vara livskraftigt.

## Utseende och läte
Palmkakaduan är omkring 55–70 centimeter lång och väger mellan 500 och 1200 gram. Den har stor tofs och en av de största näbbarna bland papegojorna (endast hyacintarans näbb är större). Näbben är också ovanlig på det sättet att de nedre och övre näbbhalvorna inte möts på en stor del av näbbens längd, vilken möjliggör för tungan att hålla en nöt mot den övre halvan samtidigt som den nedre arbetar med att öppna nöten. Palmkakaduan har också ett karakteristiskt rött gap som ändrar färg när fågeln är skrämd eller upphetsad. Könsskillnaderna är att hanens röda område i ansiktet vanligen är större, och honan har en mer "ädelt" formad övernäbb.
Palmkakaduan frambringar fyra olika sorters läten. Den har också en unik uppvisning där den trummar en stor gren mot en död stam eller träd och därigenom åstadkommer ett högt ljud som kan höras på upp till 100 meters avstånd.

## Systematik och utbredning
Palmkakaduan är den enda arten i sitt släkte (Probosciger)  och i sin underfamilj (Microglossinae). Dess unika ställning inom familjen kakaduor har bekräftats genom molekylära studier. 

### Underarter
Arten återfinns i norra Queensland i Australien samt på Nya Guinea. Den delas vanligen in i fyra underarter med följande utbredning:
- Probosciger aterrimus stenolophus – Yapen och nordvästra Nya Guinea
- Probosciger aterrimus goliath – västpapuanska öarna samt västra och centrala Nya Guinea
- Probosciger aterrimus aterrimus – Aruöarna, Misool, södra Nya Guinea
- Probosciger aterrimus macgillivrayi – nordöstra Australien (Kap Yorkhalvön)

## Hotstatus
Palmkakaduan har ett stort utbredningsområde och världspopulationen uppskattas till 260 000–640 000 vuxna individer. I delar av utbredningsområdet, framför allt i Australien, minskar den dock kraftigt i antal. Även om stora områden med oförstörd levnadsmiljö återstår på Nya Guinea är denna art långviad och fortplantar sig mycket långsamt, vilket gör att även begränsad habitatförlust och jakt tros orsaka minskningar även där. Arten är eftertraktad i burfågelhandeln på grund av dess ovanliga utseende och förökar sig inte väl i fångenskap, vilket gör att vilda fåglar fångas in. IUCN kategoriserar sedan 2023 arten som nära hotad (NT).